# Бергенрот, Густав Адольф
Густав Адольф Бергенро́т (нем. Gustav Bergenroth, 26 февраля 1813, Олецко — 13 февраля 1869, Мадрид) — немецкий историк, исследователь древностей.

## Биография
Родился 26 февраля 1813 года в Олецко, в Восточной Пруссии. Благодаря отцу, магистрату города, получил хорошее образование в университете Кёнигсберга, после чего работал на должностях в магистратуре города, изучал статистику и политическую экономию. Также работал в Кёльне и Берлине экспертом-консультантом по историческим вопросами.
В 1850 году эмигрировал в Калифорнию. В дороге заболел жёлтой лихорадкой, потерял всё своё имущество и прибыл полуживым в Сан-Франциско. 
В 1851 году вернулся в Европу, где несколько лет вёл бродячую жизнь, подрабатывая репетитором и писателем.
В 1857 году решил посвятить себя изучению истории Англии и переехал в Лондон, чтобы изучить династию Тюдоров. Найдя материалы в английском архиве недостаточными, Бергенрот в сентябре 1860 года переселился в испанский город Симанкас, чтобы провести изучение испанских архивов. Испанские архивы в то время находились в беспорядке и не были изучены. До Бергенрота с ними работали не более 6 человек.
Работая над записями архива в Симанкасе заболел лихорадкой, от которой умер 13 февраля 1863 года. Работу Бергенрота продолжил испанский историк Паскуаль де Гаянгос.

## Расшифровка испанских документов
В 1857 году Бергенрот задумал написать историю английских королей из династии Тюдоров. Поскольку в те времена (XVI век) история Англии была тесно связана с противостоящей ей Испанией, Бергенрот в сентябре 1860 году отправился в город Симанкас в северо-западной части Испании. В Симанкасе находился генеральный архив с огромным числом испанских документов, относящихся к эпохе Тюдоров, многие из которых были зашифрованы. Чтобы подготовиться к поездке в испанский город Бергенрот изучил «Палеографию» Кристоваля Родригеса, потратил много времени на дешифровку старых испанских документов в библиотеках Парижа и Лондона.
Архив располагался в старинном замке с зубчатыми стенами, амбразурами, окружённом глубокими рвами с перекинутыми через них подъёмными мостами. В 46 помещениях замка хранилось 100 тысяч мешков с документами, каждый из которых содержал от 10 до 100 тысяч документов (при этом значительная часть их была зашифрована).
Первая задача Бергенрота состояла в том, чтобы найти документы, относящиеся к тематике исследований. Он затратил много времени на разбор оригинального шифра эпохи Возрождения, чтобы начать дешифровывать нужные документы. Хранитель архива в Симанкасе, неспособный самостоятельно прочитать многие документы, из зависти не давал Бергенроту даже имеющиеся ключи к шифрам. Немецкому исследователю пришлось самостоятельно их искать, а также восстанавливать утраченные ключи.
23 июля 1861 года через 10 месяцев работы все шифрованные сообщения были переписаны и дешифрованы, за исключением двух небольших писем, одно из которых от Джона Стайла Генриху VII Бергенрот расшифровал позднее. Только письмо от испанского короля Фердинанда и королевы Изабеллы, посланное из Сеговии 20 августа 1503 года, Бергенрот расшифровать не смог из-за отсутствия других документов, зашифрованных таким же ключом. Таким образом, этот ключ оказался единственным из всех, применявшихся Испанией в период правления английского короля Генриха VII (1485—1509), который Бергенрот не смог расшифровать.
Бергенрот расшифровал 19 испанских номенклаторов, кодовые книги которых содержали по 2-3 тысячи величин. В среднем он вскрывал по одному испанскому шифру раз в две недели, что сопоставимо с результатами работы профессиональных криптоаналитиков тех времён. При этом помимо дешифрования Бергенроту приходилось искать нужные испанские тексты, переписывать их, контролировать работу переводчиков, бороться с бюрократическими препонами, а также находить время для писем домой.

### Расшифровка шифра герцога де Эстрада
Переписывая инструкцию герцогу де Эстрада, Бергенрот обнаружил маленькие точечки после двух знаков шифртекста. Знаки препинания не использовались в таком письме, поэтому такие точки могли быть только знаками сокращения «н. д.». Исходя из содержания документа Бергенрот сделали выбор в пользу сокращения «наша дочь» и далее заключил, что эти слова соответствуют «принцессе Гальской». Брешь была пробита и до 3 часов следующего дня немецкий исследователь раскрыл 83 знака, представляющих буквы алфавита, и 33 отдельных слога, означающих слова. Позднее Бергенрот обнаружил, что в некоторых случаях зашифрованные сообщения являются копиями проектов, написанных открытым текстом. Сравнив дешифровки с подлинниками, он убедился, что документы идентичны по всем существенным пунктам.

### Трудности и препоны в работе
Кроме хранителя архива в Симанкасе, который не давал Бергенроту имеющиеся у него ключи к шифрам, немецкий учёный сталкивался и с бытовыми трудностями. Вот как описывал город с испанским архивом английский коллега Бергенрота, навестивший его в Испании:
Симанкас — это скопление жалких лачуг, наполовину засыпанных песком и пылью. В городе нет ни одного приличного дома. Дом, в котором проживает господин Бергенрот, принадлежит управляющему имением; он двухэтажный, все стены оштукатурены, а полы выложены кирпичом. Ни в одной комнате нет камина, а поскольку зима здесь с ноября по февраль очень суровая, а стены полны дыр, то ничто, кроме очень сильного желания послужить истории, не смогло бы примирить человека с такими большими лишениями.
Окна комнаты, где жил Бергенрот, выходили на площадь, на которой была стоянка извозчиков: их крики, зазывавшие пассажиров, постоянно отвлекали учёного. В дополнении к этому на площади часто появлялась женщина, которая резким голосом исполняла одну и ту же арию из «Травиаты» и одну испанскую мелодию, и ничего больше, что доводило до сумасшествия немецкого исследователя. Квартирная хозяйка любила регулярно играть на гитаре малоприятную музыку. Кухонная служанка сушила бельё всей семьи на балконе Бергенрота, а затем гладила бельё на его письменном столе.

## Труды
- «Первый комитет по охране порядка и поддержанию законности» (1850-е годы). Посвящено, предположительно, одной из первых американских спецслужб.
- «Сборник писем, сообщений и государственных документов, относящихся к переговорам между Англией и Испанией» (1861—1863).